# Edith Secord
Pour les articles homonymes, voir Secord.
Edith Secord est une patineuse artistique américaine. Elle est triple vice-championne des États-Unis de 1929 à 1931.

## Biographie

### Carrière sportive
Edith Secord pratique le patinage en individuel et en couple artistique, comme cela se faisait  beaucoup avant la Seconde Guerre mondiale.
En individuel, elle est triple vice-championne des États-Unis de 1929 à 1931, derrière sa compatriote Maribel Vinson. Elle représente son pays aux championnats nord-américains de 1931 à Ottawa où elle conquiert une médaille de bronze.
En couple artistique, elle patine avec Joseph Savage en 1929 et 1930. Ils représentent leur pays aux mondiaux de 1930 à New York.
Elle arrête les compétitions sportives en 1932.

### Famille
Elle épouse Frederick Secord.

## Palmarès
En couple artistique avec son partenaire Joseph Savage.
| Compétitions en individuel      | 1929 | 1930 | 1931 | 1932 |  |  |  |  |  |  |  |  |  |  |
| Jeux olympiques d'hiver         |      |      |      |      |  |  |  |  |  |  |  |  |  |  |
| Championnats du monde           |      |      |      |      |  |  |  |  |  |  |  |  |  |  |
| Championnats d’Amérique du Nord |      |      | 3e   |      |  |  |  |  |  |  |  |  |  |  |
| Championnats des États-Unis     | 2e   | 2e   | 2e   | 4e   |  |  |  |  |  |  |  |  |  |  |
|                                 |      |      |      |      |  |  |  |  |  |  |  |  |  |  |
| Compétitions en couple          | 1929 | 1930 | 1931 | 1932 |  |  |  |  |  |  |  |  |  |  |
| Jeux olympiques d'hiver         |      |      |      |      |  |  |  |  |  |  |  |  |  |  |
| Championnats du monde           |      | 8e   |      |      |  |  |  |  |  |  |  |  |  |  |
| Championnats d’Amérique du Nord |      |      |      |      |  |  |  |  |  |  |  |  |  |  |
| Championnats des États-Unis     | 3e   | 3e   |      |      |  |  |  |  |  |  |  |  |  |  |
|                                 |      |      |      |      |  |  |  |  |  |  |  |  |  |  |